# レイズネクスト
レイズネクスト株式会社（英: RAIZNEXT Corporation）は日本の建設会社であり、石油、石油化学、一般化学、食品、医薬品、環境等各種プラントに対してメンテナンスおよびエンジニアリングサービスを行う会社。東京証券取引所プライム市場上場。JPX日経中小型株指数の構成銘柄の一つ。
2019年、新興プランテックがJXエンジニアリングを吸収合併し発足。なお、被合併会社となったJXエンジニアリングは、元々日本鉱業の工務部門の一部を分社化して発足した「日陽エンジニアリング」を前身としているため、日産コンツェルンを起源とする日立・日産系の企業で構成される春光懇話会に所属していた。当社もJXエンジニアリングから引き継ぐ形で、発足時より同企業グループに所属する。
本項では新興プランテックの前身にあたる三興製作所と新潟工事についても述べる。

## 沿革

### 三興製作所
- 1918年 - 近隣造船所の配管工事の受注を目的に東京蒲田に創業。
- 1930年 - 東京ガス鶴見工場の建設工事参画に伴い、横浜の鶴見に生麦工場を新設し、社名を鶴見法専組鉄工所と改称。
- 1938年 - 株式会社法専組鉄工所を設立。
- 1945年 - 株式会社三興製作所に商号変更。
- 1961年 - 東京証券取引所第2部に上場。

### 新潟工事
- 1954年 - 新潟鐵工所が戦後の精油所の建設工事の促進強化を目的として、作業部を母体に全額出資の子会社として東京の月島に創業。新潟鉄工所の建設部隊として各地コンビナート（川崎、徳山、水島、四日市等）に出張所を開設、石油関連設備の建設工事に参画。
- 1964年 - 当時の日本石油精製の根岸、横浜製油所で日常保全と定期修理の工事契約を締結。
- 1977年 - 川崎事業所内に、材料溶接・検査技術の専門部門として、技術センターを開設。
- 1933年 - 新潟鉄工所横浜工場の敷地を一部購入し、本社建屋を新築。本社機能を東京から横浜市磯子区へ移転。

### 新興プランテック
- 2000年 - 三興製作所と新潟工事が合併し発足。会社登記では、当時より東証2部上場であった三興製作所を存続会社とし、非上場会社であった新潟工事を消滅会社とした。本社所在地は、三興製作所の本社所在地（生麦）とし、新潟工事の本社を磯子事務所とした。社長には、新潟工事の新庄社長が就任。
- 2006年 - 生麦本社と磯子事務所の本社機能を統合し、本社を磯子に移転。
- 2007年 - 東京証券取引所第1部に指定替え。

### レイズネクスト
- 2019年 - 新興プランテックを存続会社として、JXTGホールディングス（現・ENEOSホールディングス）子会社のJXエンジニアリングを吸収合併し[2]、レイズネクスト株式会社に商号変更。磯子本社（旧・新興プランテック本社）とみなとみらい本社（旧・JXエンジニアリング本社）の2本社体制とする。
- 2021年 - みなとみらい本社を登記上の本店とする。

## 事業拠点
- 室蘭事業所
- 仙台事業所
- 新潟事業所
- 東海事業所
- 名古屋営業所
- 鹿島事業所
- 千葉事業所

- 川崎事業所
- 根岸事業所
- 和歌山事業所
- 大阪事業所
- 水島事業所
- 岩国事業所
- 徳山事業所

## 労働災害
2008年11月、新興プランテックにて、入社2年目の男性社員（当時24歳）が過労自殺した。同社は、月の時間外労働の上限を二百時間とする三六協定を労働組合と結んでいたが、その男性は、亡くなる四カ月前、月218時間の残業を行っていた。遺族は新興プランテックのほか、「会社への適切な指導を怠った」として労基署、労働組合も相手取り、提訴。2013年12月20日、東京地方裁判所は新興プランテックが仕事量を調整しなかったとして、安全配慮義務違反を認めた。一方、労基署や労働組合の責任は認めなかった。

## その他
特別ドラマ　社長をだせ！〜実録・クレーマーとの死闘を制した女〜のロケ地に磯子本社が使用された。